# تونی هیوارد
تونی هیوارد (به انگلیسی: Tony Hayward) (زاده ۲۱ مه ۱۹۵۷) کارآفرین، بازرگان و مدیر ارشد اجرایی بریتانیایی است، که اکنون به‌عنوان رییس هیئت مدیره شرکت گلنکور فعالیت می‌کند.
هیوارد در سال ۲۰۰۷ به عنوان مدیر عامل اجرایی شرکت نفتی بی‌پی انتخاب شد و در اکتبر ۲۰۱۰ در پی بروز لکه نفتی خلیج مکزیک، از ریاست این شرکت برکنار و باب دادلی جانشین وی گردید.